# Adolf von Kröner
Gustav Adolf von Kröner (Stoccarda, 26 maggio 1836 – Stoccarda, 29 gennaio 1911) è stato un editore e libraio tedesco.

## Biografia
Adolf Kröner (dal 1905 Adolf von Kröner) era figlio di Ludwig Ferdinand Kröner (1807-1862), ufficiale e poi amministratore dell'ospedale militare di Stoccarda, e di Christine Magdalene Ebner (1799-1876); i suoi due fratelli Carl (1835-1929) e Paul Kröner (1839-1900) divennero anch'essi editori.
Dopo l'Abitur conseguito all'Eberhard-Ludwigs-Gymnasium di Stoccarda,  nel 1853 iniziò lo studio del canto al Conservatorio di Parigi, per diventare cantante d'opera; ma non portò a termine gli studi e l'anno successivo ritornò in Germania per studiare recitazione a Lipsia e a Weimar. Non continuò tuttavia neanche nella vocazione teatrale. Decise di intraprendere infine l'attività del commercio libraio. Iniziò il suo apprendistato nel 1855 a Stoccarda nella libreria di Wilhelm Bach, trascorse quindi alcune settimane presso la libreria Boshoyer a Cannstatt e infine fu assunto da un libraio di Monaco.  Attraverso Wilhelm Hertz e Robert von Hornstein, suoi amici d'infanzia, aderì al circolo letterario Die Krokodile di Monaco entrando così in contatto con intellettuali quali Emanuel Geibel e Paul Heyse. Nel 1857 ritornò a Stoccarda e trovò lavoro come contabile presso l'Istituto Artistico di Franz Malté. 

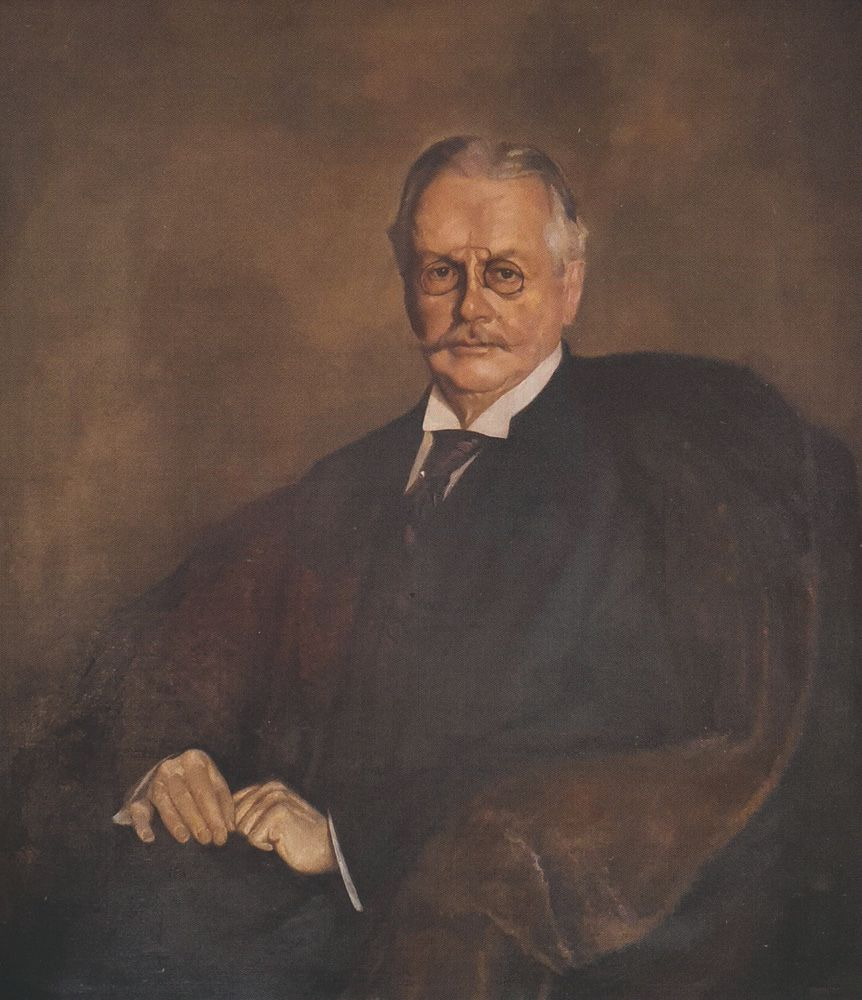
Alfred Kröner (dipinto di H. Unger, 1920)

Nel 1859 Adolf Kröner entrò in contatto con lo stampatore Carl Mäntler (1799–1859) e, in società con suo fratello Paul e con lo stesso Mäntler, creò la società tipografica ed editrice «Gebr. Mäntler (A. Kröner)». Lo stesso anno Carl Mäntler morì e l'anno successivo Adolf ne sposò la figlia Amalie Mäntler (1838–1905). Dal matrimonio nacquero tre figli: i due figli maschi Alfred e Robert si dedicheranno alla casa editrice familiare, la figlia Alwine sposerà l'editore Heinrich Beck. Nel 1861 Adolf Kröner abbandonò l'attività tipografica, rilevata da suo fratello Paul, per dedicarsi esclusivamente all'attività di libraio e di editore con la creazione della società «A. Kröner Verlagsbuchhandlung». Il primo volume pubblicato dalla nuova casa editrice fu un testo di Melchior Meyr, a cui seguirono opere di Wilhelm Hertz, Paul Heyse, Hermann Kurz. Nel 1867 divenne socio della casa editrice suo fratello Carl; nel 1877 vi entrò nuovamente suo fratello Paul e il nome della casa editrice divenne «Gebrüder Kröner». 

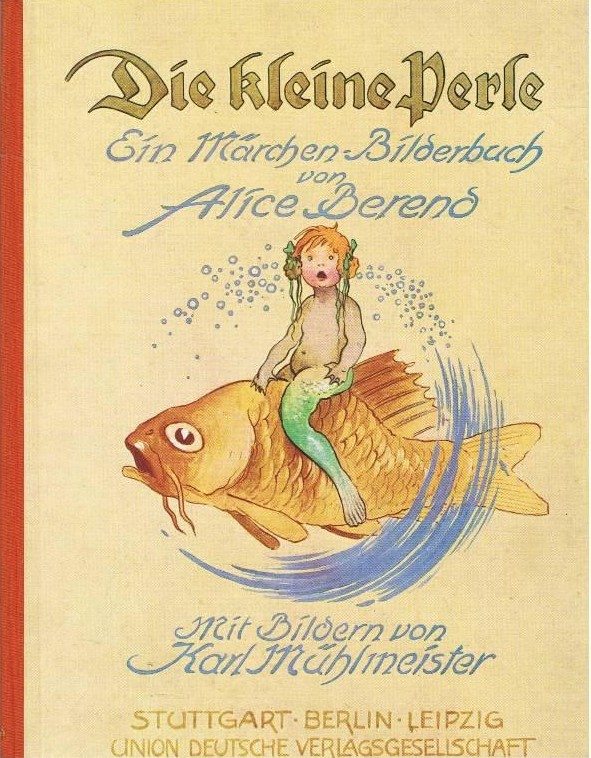
Copertina del libro Die kleine Perle edito dalla Union Deutsche Verlagsgesellschaft (1920)

La casa editrice «Gebrüder Kröner» si ingrandì anche attraverso l'acquisizione di altre case editrici: la «Becherscher Verlag» nel 1864, la «Krabbescher Verlag» nel 1870, la casa editrice di Ernst Keil nel 1884 e casa editrice Cotta'schen Verlagsbuchhandlung nel 1889. Nel 1890 fondò la casa editrice «Union Deutsche Verlagsgesellschaft», specializzata in libri per ragazzi, assieme agli editore Herrmann Schönlein (la cui casa editrice aveva peraltro già acquisito 1888) e Wilhelm Spemann, e ne fu amministratore delegato fino al 1904, quando gli successe Heinrich Beck. Nel 1897 Kröner acquistò la casa editrice da Arnold Bergsträsser la casa editrice di quest'ultimo con sede a Darmstadt e la unì con la casa editrice «Cotta'sche Buchhandlung», di sua proprietà; la nuova casa editrice fu ceduta nel 1898 al figlio Alfred Kröner, socio della «Krönerscher Verlag» fin dal 1892. Nel 1901, dopo la morte dell'editore berlinese Wilhelm Ludwig Hertz, Adolf Kröner ne rilevò il catalogo ricco di circa mille titoli, per lo più di argomento scientifico, associandolo al catalogo della «Cotta'sche Buchhandlung»; Adolf Kröner si interessò ai testi legati alle discipline umanistiche ed economiche, mentre i testi di argomento scientifico e tecnico vennero affidati al figlio Alfred. Col marchio «Cotta» Adolf Kröner pubblicò l'autobiografia in due volumi di Bismarck
 e, dopo la morte del cancelliere (1898) ne pubblicò in 14 volumi gli scritti politici. Sempre col marchio «Cotta» Adolf Kröner pubblicò delle grandi opere prestigiose, per esempio l'edizione critica integrale delle opere di Johann Wolfgang von Goethe in 40 volumi (Jubiläumsausgabe) dal 1902 al 1907, o l'edizione completa delle opere di Friedrich Schiller in occasione del centenario della morte (Säkulärausgabe) dal 1904 al 1905. 
Nel 1899 la «Cotta'schen Verlagsbuchhandlung» divenne una GmbH che Adolf Kröner gestì insieme al figlio Robert fino all'anno della sua morte nel 1911. Adolf Kröner diresse anche alcuni importanti periodici che gli pervennero dall'acquisto di queste case editrici quali ad esempio Die Gartenlaube, proveniente dalla casa editrice di Ernst Keil, e l'Allgemeine Zeitung, proveniente dalla «Cotta'schen Verlagsbuchhandlung».
Oltre all'attività di editore, Adolf Kröner si dedicò ai problemi legati al commercio librario e alle associazioni di categoria dei librai. Nel 1877 fu eletto presidente della "Süddeutschen Buchhändlervereins sowie des Stuttgarter Verlegervereins" (Associazione dei librai della Germania meridionale e dell'Associazione degli editori di Stoccarda); nel 1880 vicepresidente della "Börsenvereins der Deutschen Buchhändler" (Associazione dei librai tedeschi). In particolare Kröner si batté per l'introduzione del prezzo fisso sui libri, per evitare la concorrenza, nei confronti delle piccole librerie, attuata dai venditori di libri per corrispondenza i quali praticavano la vendita con forti sconti. Il prezzo fisso per i libri, nonché altre proposte note come Krönersche Reform (Riforma Kröneriana), furono approvate dall'associazione dei librai nel 1887 e introdotte l'anno successivo.